# Luis Miguel Noya
Luis Miguel Noya Sanmartín (Ipiales, 25 de noviembre de 1948 - Bogotá, 14 de mayo de 2009), conocido por su nombre artístico Bebé, fue un payaso; ícono y pionero del humor en la televisión colombiana de las décadas de 1970 y 1980. También era el hermano del también payaso que le acompañaba en sus apariciones en la televisión, Alberto Noya Sanmartín, más conocido como Tuerquita.

## Biografía
Nació en una familia de cirqueros chilenos. Estudió hasta tercero de bachillerato en Bogotá. Desde niño siguió los pasos de su padre, Alberto Noya, "Pernito", quien le enseñó "el arte de divertir niños", y con quien empezó a trabajar a principios de la década de 1970 en un popular programa de la televisión colombiana llamado Animalandia, conducido por Fernando González Pacheco y que compartía con su padre "Pernito" y su hermano "Tuerquita".
Sus días en Animalandia acabaron abruptamente cuando su productor Germán García y García, en 1979, cambió el formato del programa para imitar uno que había visto en Chile, lo que llevó a la salida de "Pacheco, Luego Pernito, Tuerquita y finalmente Bebé.
Después de Animalandia tuvo otro programa de televisión, Ojo Pelao Bebé, y viajó al Perú a trabajar con la comunidad chalaca. La familia Noya empezaron a recorrer el país con diversos circos y finalmente acabaron en El Fabuloso Circo de Bebé.
El 16 de mayo de 1997, la noche de un debut en Cereté, Bebé sintió una gran debilidad por el fuerte dolor en su pierna izquierda que le venía molestando desde Arboletes. Durante el Show siguió su espectáculo pero para la segunda salida; se desmayó y fue llevado a un hospital donde le fue ampututada una pierna 20 centímetros por debajo de la rodilla, debido a la diabetes que había sido detectada diez años antes.

## Últimos años de vida
Debía realizarse cerca de tres diálisis semanales y de ser una payaso bonachón de 120 kg se redujo solo a 56, esos últimos años de vida vivió triste y olvidado en un hogar de ancianos de bajos recursos de la Alcaldía Mayor de Bogotá.
El 13 de mayo de 2009, Bebé muere en el Hospital Santa Clara de Bogotá a las 4:20 a causa de insuficiencia renal.
Una gran controversia y rechazo se presentaron en torno a su muerte desde sus fanes hacia los medios de comunicación colombianos, debido a que su muerte se presentó un día después de la muerte de Rafael Escalona llevó a que su fallecimiento fuera opacado, y relegado.
A la vez que Rafael Escalona inundaba los principales titulares en los medios de comunicación y era acompañado en su sepelio por expresidentes, senadores y personalidades colombianas, Bebé quedaba sumido a un pequeño espacio en los periódicos y en la televisión.